# Chiesa di San Martino Vescovo (Torre d'Arese)
La chiesa di San Martino Vescovo è la parrocchiale di Torre d'Arese, in provincia e diocesi di Pavia; fa parte del vicariato III.

## Storia
Nella relazione della visita pastorale del 1460 di Amicus de Fossulanis si legge che la primitiva chiesa di Torre era sotto la giurisdizione della pieve di Copiano.
Dagli atti relativi alla visita pastorale compiuta il 17 ottobre 1564 s'apprende che la chiesa, dotata di due cappelle laterali, non aveva il solaio di copertura e che versava in pessime condizioni, come pure la canonica.
Nel 1576 Angelo Peruzzi, compiendo la sua visita apostolica, annotò che la chiesa era compresa nel vicariato di Marzano e che le anime da comunione ammontavano a duecento.
Poiché era crollata la vecchia chiesa, il 1º ottobre 1661 venne posta la prima pietra dell'attuale parrocchiale; il nuovo edificio, fatto costruire forse anche grazie all'impulso del signorotto Bartolomeo Arese, fu benedetto ed aperto al culto l'11 novembre 1667.
Il campanile, edificato dal capomastro Giovanni Meschini, fu invece ufficialmente terminato il 24 luglio 1670.
Nel 1769 risultava che il clero a servizio della cura d'anime fosse costituito da due sacerdoti, mentre dal 1807 sono attestati il parroco e un cappellano.
Nel 1817 la chiesa fu oggetto di un restauro voluto dall'allora parroco don Pio Bonanni e in parte finanziato dal duca Antonio Arese.

Il 26 giugno 1887 la chiesa venne consacrata dal vescovo di Pavia Agostino Gaetano Riboldi.

Nel 1898 il suddetto vescovo Riboldi, visitando la chiesa, trovò che in essa avevano sede le Pie Unioni della Sacra Famiglia e delle Figlie di Maria, le confraternite del Santissimo Sacramento e del Santo Rosario e la congregazione del Terz'Ordine di San Francesco d'Assisi.
Con la soppressione del vicariato di Marzano la chiesa passò a quello di Villanetrio, per poi essere aggregata il 25 ottobre 1989 al neo-costituito vicariato III.
Tra il 2013 e il 2014 vennero restaurati il campanile e il tetto della chiesa.

## Descrizione

### Facciata
La facciata della chiesa è divisa da una cornice marcapiano aggettante in due registri, entrambi tripartiti da quattro paraste; quello inferiore presenta, sopra il portale, un dipinto ritraente San Martino e il povero, eseguito nel 1997 da Remo Faggi, mentre quello superiore un finestrone centrale, ai lati del quale dopo presenti due nicchie ospitanti altrettante statue.

### Interno
L'interno della chiesa si compone di un'unica navata, divisa in tre campate e voltata a botte, sulla quale si aprono due cappelle laterali, che sono dedicate alla Beata Vergine del Carmelo e a San Rocco.
L'aula termina con il presbiterio di forma quadrangolare.